# 上海社会科学会堂
上海社会科学会堂是位於中華人民共和國上海市徐匯區徐家匯的一個讓社會科學界人士召開會議的設施，上海社会科学会堂由上海市社会科学界联合会自籌資金建設，于1994年7月开工。1998年12月29日启用。上海社会科学会堂面积约6000平方米。